# Moulin de Dosches
Le moulin de Dosches, est la reconstruction récente d'un moulin à vent typique de ceux qui étaient installés en Champagne au XVIIIe siècle. Il est situé sur la commune de Dosches, dans le département de l'Aube.
Il a été édifié d'octobre 2004 à octobre 2006, sous l'égide de l'Association des Moulins à vent Champenois sur les plans de ceux d'autrefois.
C'est un moulin tout en bois construit sur pivot, c'est-à-dire qu'il faut le faire pivoter pour le mettre face au vent pour une meilleure efficacité. Malgré les 28 tonnes du moulin, il suffit de deux hommes pour pousser le levier et faire tourner le moulin.
Le moulin est utilisé à des fins pédagogiques et d'exposition. Ainsi que pour de la production de farine vendue à la boutique.
Un four à pain traditionnel a été construit près du moulin, ainsi qu'un jardin ancien.

## Le mécanisme deminoterie
Les ailes entrainent un arbre horizontal, traversant le moulin. Il entraine une roue verticale en bois avec 48 dents appelées alluchons. Un frein, constitué par une mâchoire frottant sur l'extérieur de la roue et actionné par un levier permet de ralentir ou arrêter la rotation.
La roue s'insère dans une lanterne verticale constituée par deux cercles de bois, reliés entre eux par 11 fuseaux de merisier. La lanterne se situe sur un axe métallique vertical qui fait tourner une meule horizontale mobile sur une meule fixe. Le mouvement de rotation provoque des à-coups sur une trémie qui alimente régulièrement les meules en grain. La farine moulue s'écoule par une autre trémie vers l'étage inférieur où elle est mise en sac.
L'embrayage se fait manuellement. Les dispositifs étant à l'arrêt, l'axe métallique qui est incliné au repos est redressé à la force des bras pour insérer les traverses de la « lanterne » dans les « alluchons » de la roue. Puis le mécanisme est mis en route en libérant le frein.

## La grange aux dimes
À proximité, une grange aux dîmes ancienne a aussi été reconstruite.
Cette grange avait été construite en 1480 entre Lusigny-sur-Barse et Géraudot.
Les granges dimières servaient à entreposer la collecte de la dîme, impôt de l’ancien régime collecté souvent en nature et portant principalement sur le dixième des  revenus agricoles collectés. Cet impôt était en faveur de l’église ou de la noblesse locale.
Ce bâtiment est construit en chêne centenaire, carré, de 18 m de côté, d’une surface de 300 m2 est typique de l’économie du XVe siècle. Il avait été modifié par la suite pour en faire une grange agricole. Elle avait été alors fermée sur la façade dont le toit descendait très bas et ouverte d’un portail sur le côté latéral gauche pour permettre l’entrée des charrettes.
Le bâtiment a été démonté poutre par poutre et remonté à proximité du moulin par du personnel bénévole de l’association mais aussi dans le cadre d’un chantier d’insertion.

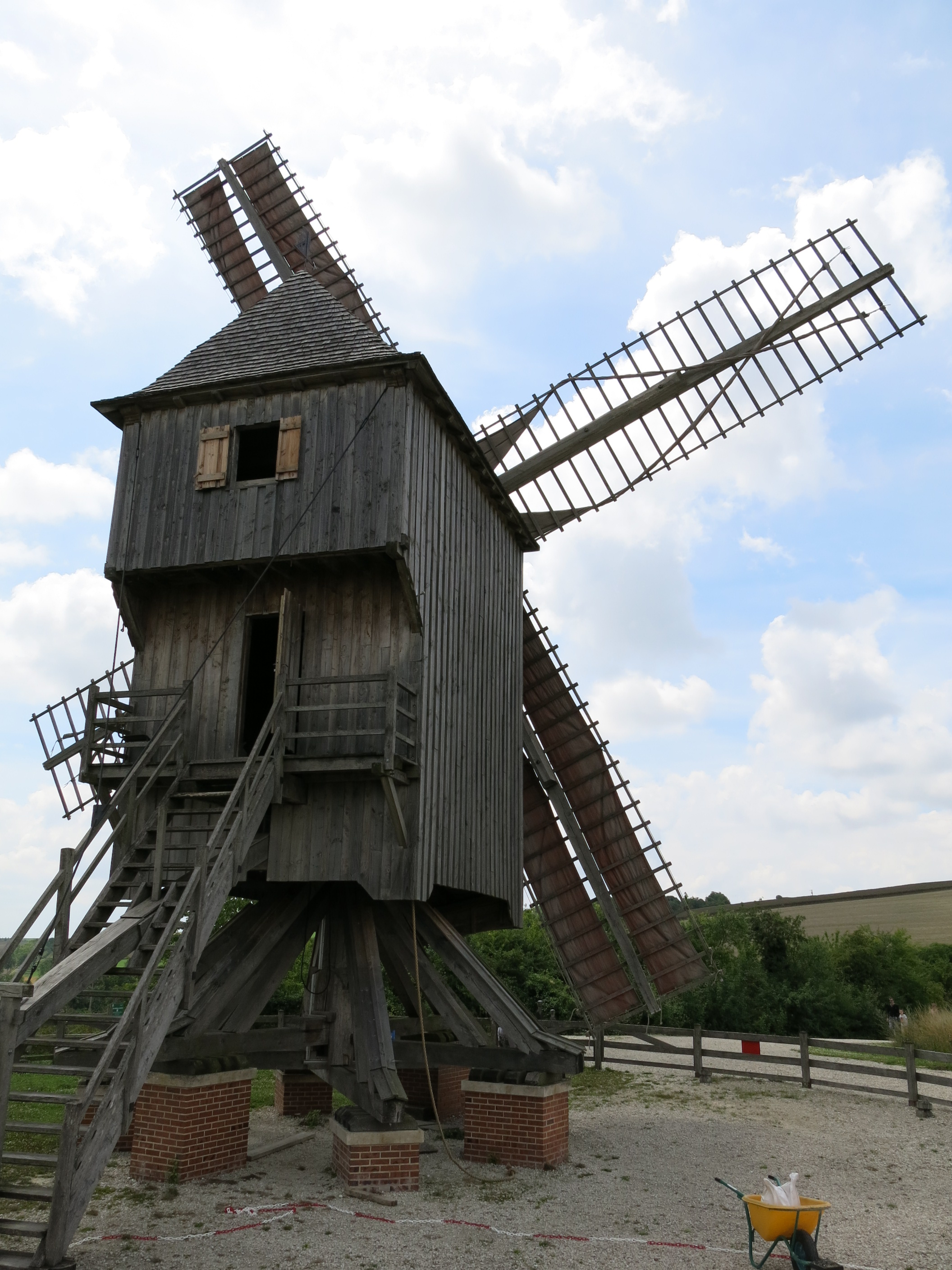
L'arrière du moulin
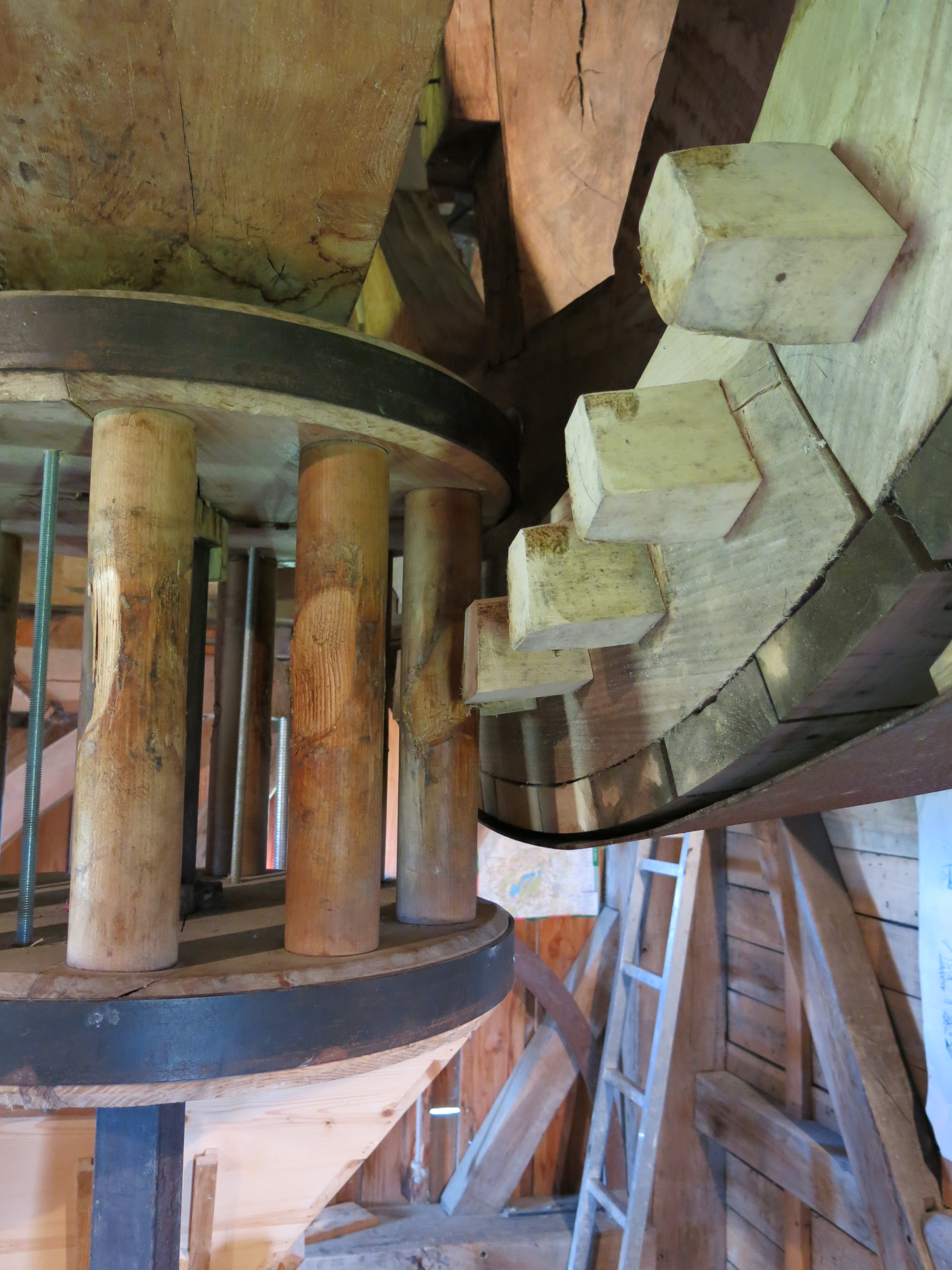
Roue et lanterne
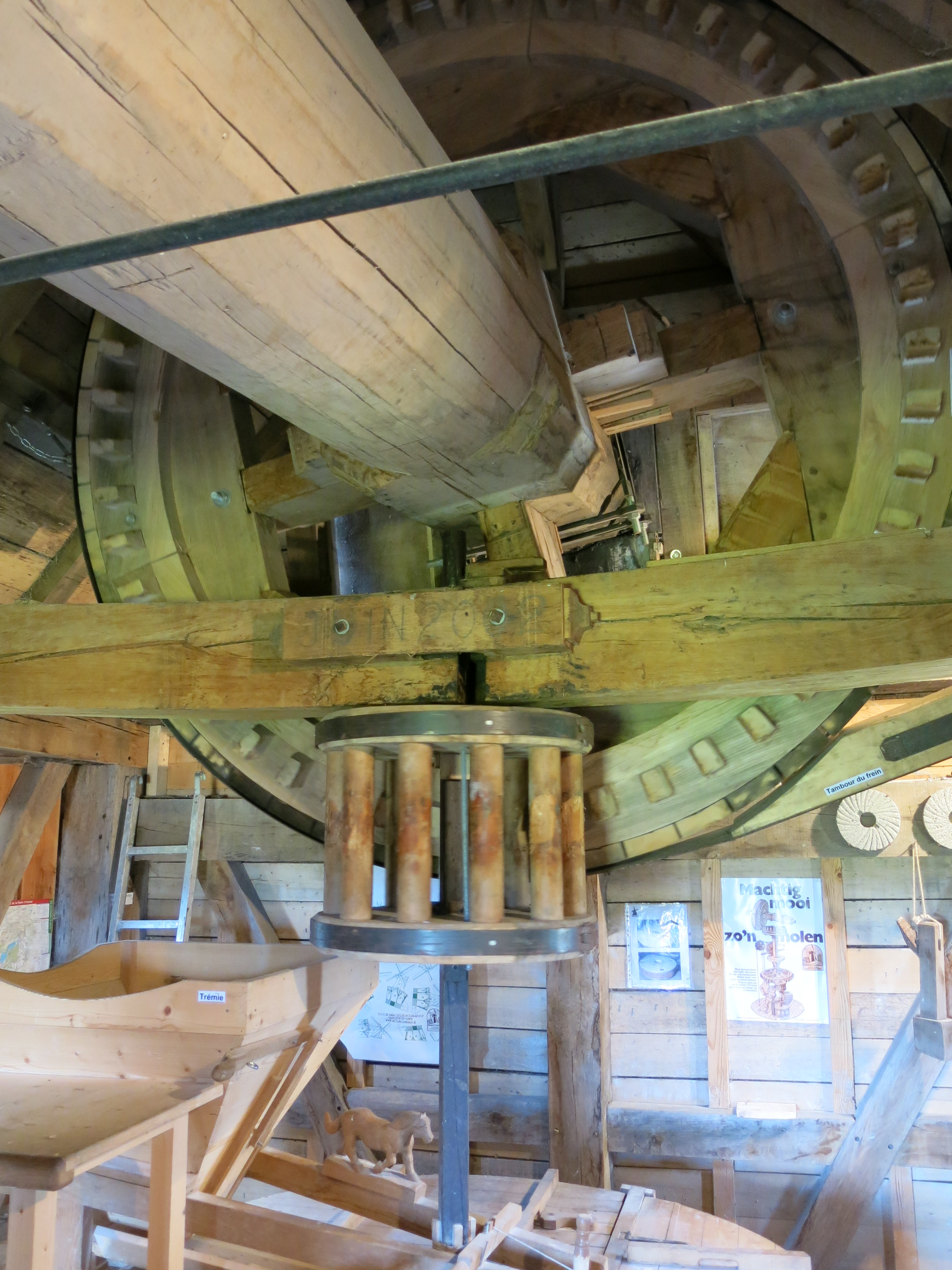
L'axe, roue et lanterne
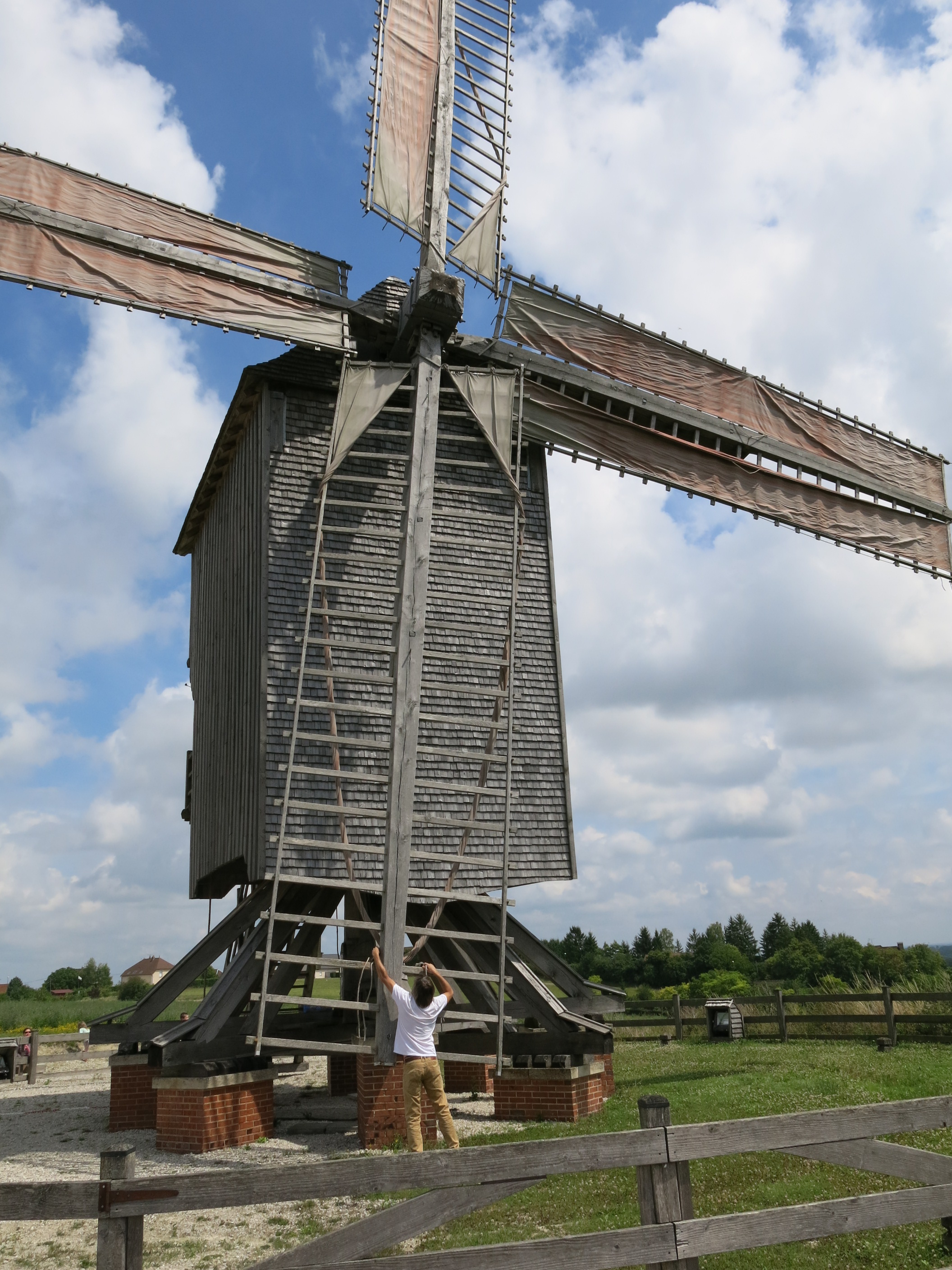
Pose des ailes
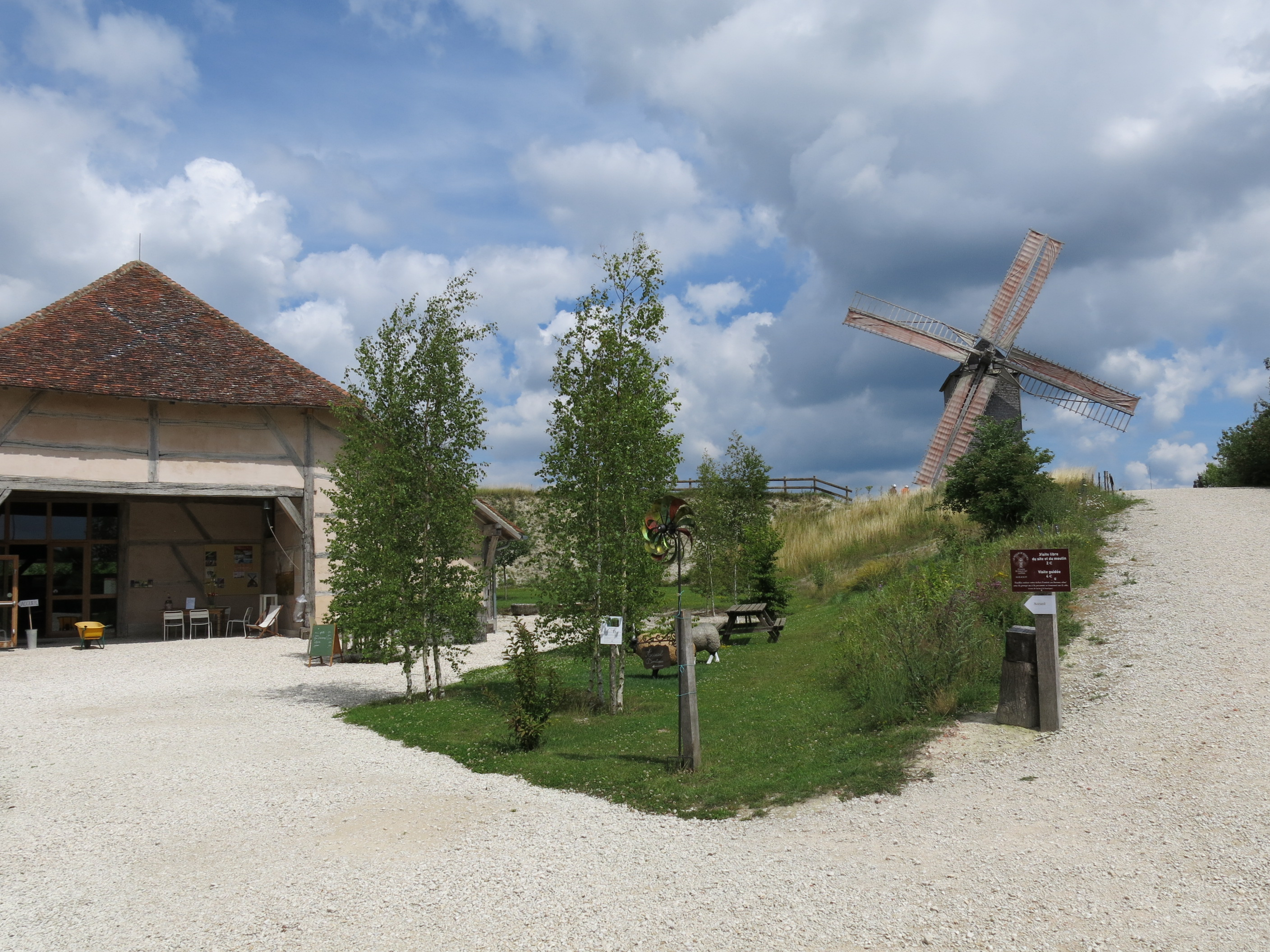
La grange aux dimes
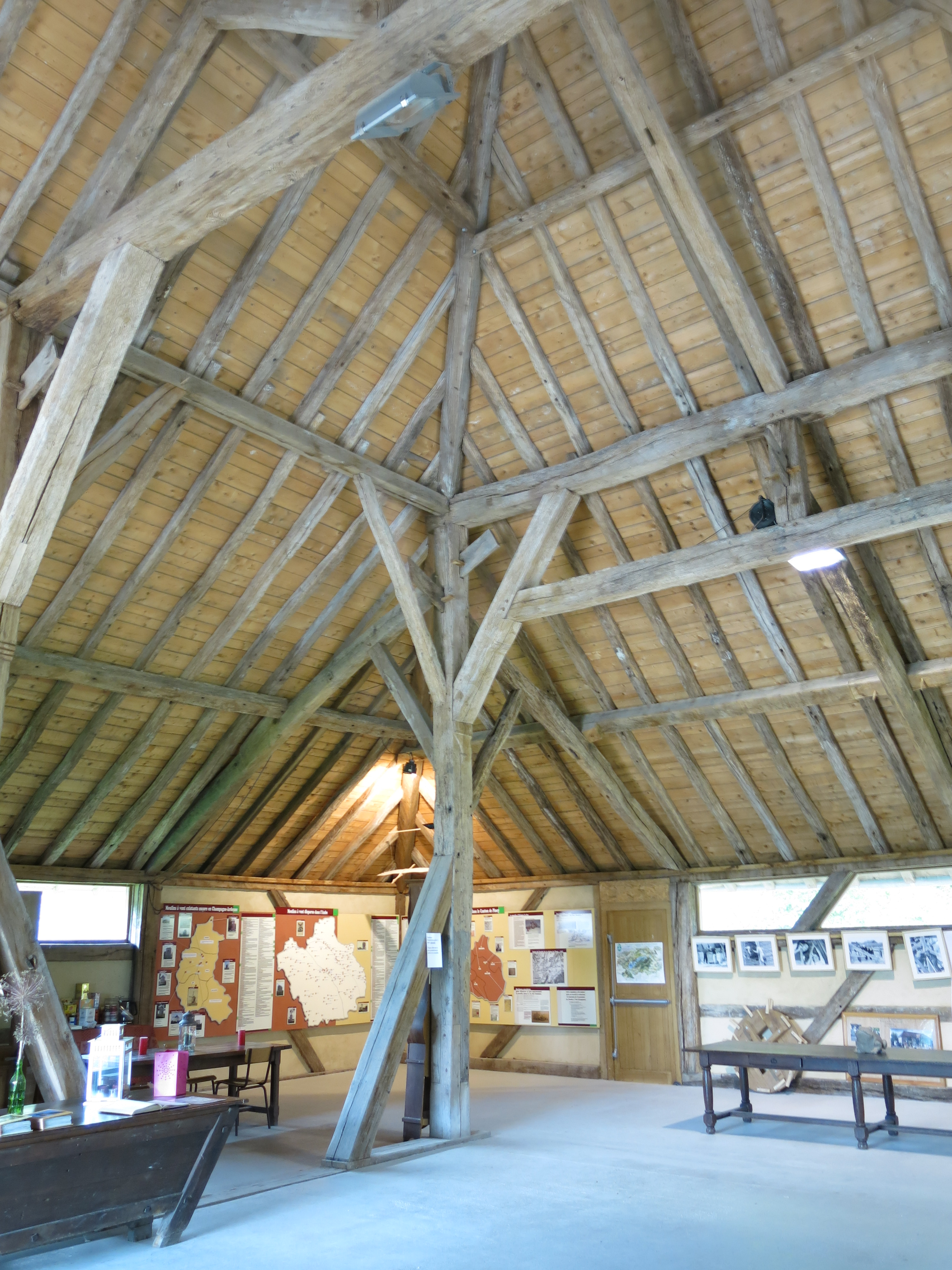
La charpente de la grange aux dimes